# Elatostema truncicolum
Elatostema truncicolum är en nässelväxtart som beskrevs av H. Winkl.. Elatostema truncicolum ingår i släktet Elatostema och familjen nässelväxter. Inga underarter finns listade i Catalogue of Life.